# Хокей на траві на літніх Олімпійських іграх 2020
Змагання з хокею на траві на літніх Олімпійських іграх 2020 року пройшли з 24 липня по 6 серпня. Розіграно два комплекти нагород: серед чоловіків і жінок.

## Календар
| Г | Груповий раунд | ¼ | Чвертьфінали | ½ | Півфінали | Б | Матч за 3-є місце | Ф | Фінал |

| Турніри↓/Дата → | Сб 24 | Нд 25 | Пн 26 | Вт 27 | Ср 28 | Чт 29 | Пт 30 | Сб 31 | Нд 1 | Пн 2 | Вт 3 | Ср 4 | Чт 5 | Чт 5 | Пт 6 | Пт 6 |
| --------------- | ----- | ----- | ----- | ----- | ----- | ----- | ----- | ----- | ---- | ---- | ---- | ---- | ---- | ---- | ---- | ---- |
| Чоловіки        | Г     | Г     | Г     | Г     | Г     | Г     | Г     |       | ¼    |      | ½    |      | Б    | Ф    |      |      |
| Жінки           | Г     | Г     | Г     |       | Г     | Г     | Г     | Г     |      | ¼    |      | ½    |      |      | Б    | Ф    |

## Турніри

### Чоловіки
Детальніше: Хокей на траві на літніх Олімпійських іграх 2020 (чоловіки)
| - Аргентина - Австралія - Індія - Японія - Нова Зеландія - Іспанія | - Бельгія - Канада - Німеччина - Велика Британія - Нідерланди - ПАР |

### Жінки
Детальніше: Хокей на траві на літніх Олімпійських іграх 2020 (жінки)
| - Німеччина - Велика Британія - Індія - Ірландія - Нідерланди - ПАР | - Аргентина - Австралія - КНР - Японія - Нова Зеландія - Іспанія |

## Медалісти
| Місце  | Країна          | Золото | Срібло | Бронза | Загалом |
| ------ | --------------- | ------ | ------ | ------ | ------- |
| 1      | Бельгія         | 1      | 0      | 0      | 1       |
| 1      | Нідерланди      | 1      | 0      | 0      | 1       |
| 3      | Австралія       | 0      | 1      | 0      | 1       |
| 3      | Аргентина       | 0      | 1      | 0      | 1       |
| 5      | Велика Британія | 0      | 0      | 1      | 1       |
| 5      | Індія           | 0      | 0      | 1      | 1       |
| Всього | Всього          | 2      | 2      | 2      | 6       |